# Mostholz
Mostholz ist ein Gemeindeteil der Gemeinde Stockheim im Landkreis Kronach (Oberfranken, Bayern).

## Geographie
Das Dorf besteht aus fünf Einzelsiedlungen direkt an der Grenze zu Thüringen. Die größte Siedlung liegt am Fuße der bewaldeten Anhöhe Hasenberg (491 m ü. NHN, 0,7 km südlich). Die Staatsstraße 2708 führt nach Haig (1,1 km nordöstlich) bzw. nach Kaltenbrunn (2,2 km südlich). Die Kreisstraße KC 30 führt nach Burggrub (1,8 km südlich).

## Geschichte
Gegen Ende des 18. Jahrhunderts bestand Mostholz aus 8 Anwesen (5 Sölden, eine mit zwei Gehöften, 2 unbesetzte Anwesen). Das Hochgericht übte das Halsgericht Mitwitz aus. Die Herrschaft Mitwitz war Grundherr sämtlicher Anwesen.
Mit dem Gemeindeedikt wurde Mostholz dem 1808 gebildeten Steuerdistrikt Burggrub und der 1818 gebildeten Ruralgemeinde Burggrub zugewiesen. Am 1. Januar 1975 wurde Mostholz im Zuge der Gebietsreform in Bayern in die Gemeinde Stockheim eingegliedert.

### Einwohnerentwicklung
| Jahr      | 001818 | 001861 | 001871 | 001885 | 001900 | 001925 | 001950 | 001961 | 001970 | 001987 |
| Einwohner |        | 47     | 55     | 52     | 62     | 78     | 73     | 59     | 80     | 70     |
| Häuser    | 8      |        |        | 8      | 8      | 11     | 12     | 13     |        | 19     |
| Quelle    | [ 5 ]  | [ 7 ]  | [ 8 ]  | [ 9 ]  | [ 10 ] | [ 11 ] | [ 12 ] | [ 13 ] | [ 14 ] | [ 1 ]  |

## Religion
Der Ort ist seit der Reformation evangelisch-lutherisch geprägt und nach St. Laurentius (Burggrub) gepfarrt.